# Extract load transform
Pour les articles homonymes, voir Load et ELT.
Un extract load transform (ELT ou E-LT ou ET-LT) est un outil d’ETL (intégration de données) particulier.
La finalité est la même qu’une solution d’ETL mais la manière d’arriver au résultat est différente.
L’ELT tire parti des technologies existantes dans les systèmes d’information pour effectuer les transformations sur les données. 
À l’inverse de l’ETL qui utilise un moteur propriétaire (ou un code généré et compilé) pour effectuer la transformation des données, l’ELT utilise les bases de données sources ou cibles, ou bien les autres systèmes capables de faire de la transformation.

## Avantages et inconvénients de l’approche ELT
Ce paragraphe reste sujet à l’appréciation de chacun, en fonction de son contexte.

### Inconvénients
- Les transformations se font avec le langage de chaque technologie et non avec un langage universel
- Il faut faire attention car les sources et les cibles peuvent être plus sollicitées

### Avantages
- La performance est souvent davantage mise en avant par ce type de solution, du fait qu’il n’y a pas d’intermédiaire pour traiter les données
- La diminution de la charge réseau (un corollaire du point précédent)
- La légèreté et la simplicité d’installation
- Les coûts : pas de serveur dédié

## Philosophie générale
En dehors de ces avantages, il semble plutôt intéressant de voir dans ce type d’approche une logique qui semble se développer dans les systèmes informatiques aujourd’hui : 
- Le concept de la réutilisation
- Le fait de se concentrer sur ses propres systèmes
- Le principe de la répartition de charge (cloud computing, architectures parallèles, etc.)

C’est en cela que cette approche semble intéressante car conceptuellement parlant, elle revient à l’idée selon laquelle il ne sert à rien de réinventer ce qui existe déjà (les bases de données et les langages existants sur les systèmes) et qu’il est préférable de se concentrer sur les systèmes que l’on possède déjà.

## ELT purs et autres ELT
La plupart des solutions d’ETL proposent des composants dits ELT, mais leur logique de fonctionnement reste une logique ETL (moteur de transformation propriétaire). Seules quelques solutions aujourd’hui se sont vraiment lancées dans l’ELT pur. C’est le cas notamment d’Oracle Data Integrator (anciennement Sunopsis) et de Stambia, qui sont toutes deux des technologies d’origine française.